# Асим Хаџиалагић
Асим Хаџиалагић (1928. Босанска Градишка) је био југословенски фудбалер.
Рођен је у Босанској Градишци. Потиче из угледне и добростојеће породице. Његов отац је био имам. Школовање је завршио у Дервиш-хануминој медреси у Босанској Градишци коју је завршио 1940. Радни вијек провео је у Казнонопоправном дому Стара Градишка и фабрици намјештаја "Радник" у Градишци. Поред тога бавио се фудбалом и цијелу каријеру провео је у ФК Козара Градишка, чији је један од оснивача. Један је од најбољих играча овог клуба свих времена. Током своје 21-годишње каријере одиграо је 800 утакмица и дао преко 1000 голова. Добитник је бројних признања.